# NK Radnički Dalj
Nogometni klub Radnički Dalj hrvatski je nogometni klub iz Dalja. Trenutačno se natječe u 3. NL – Istok.

## Povijest
Nogometni klub Radnički Dalj osnovan je 1966. godine pod imenom NK Ratar, a od 1970. godine nosi sadašnje ime.

## Statistika u prvenstvima od sezone 2007./2008.
| Sezona    | Liga                               | Pozicija | Utakmice | Pobjede | Neodlučeno | Porazi | Postignuti golovi | Primljeni golovi | Bodovi |
| 2007./08. | 3. ŽNL Osječko-baranjska NS Osijek | 2.       | 21       | 13      | 3          | 5      | 57                | 31               | 42     |
| 2008./09. | 3. ŽNL Osječko-baranjska NS Osijek | 4.       | 14       | 6       | 2          | 6      | 28                | 29               | 20     |
| 2009./10. | 3. ŽNL Osječko-baranjska NS Osijek | 4.       | 22       | 11      | 4          | 7      | 47                | 47               | 37     |
| 2011./12. | 3. ŽNL Osječko-baranjska NS Osijek | 3.       | 16       | 11      | 1          | 4      | 52                | 24               | 34     |

## Vanjske poveznice
- Profil, HNS Semafor